# Дуроевская
Дуроевская — опустевшая деревня в Коношском районе Архангельской области. Входит в состав муниципального образования «Мирный».

## География
Находится в юго-западной части Архангельской области на расстоянии приблизительно 26 км на запад-северо-запад по прямой от административного центра района поселка Коноша на восточном берегу озера Худвишенское.

## История
В 1873 году здесь было учтено 11 дворов, в 1905 — 21. Тогда деревня входила в Каргопольский уезд Олонецкой губернии.

## Население
Численность населения: 68 человек (1873 год), 134 (1905), 5 (русские 100 %) в 2002 году, 0 в 2010.